# Johannes Bosscha

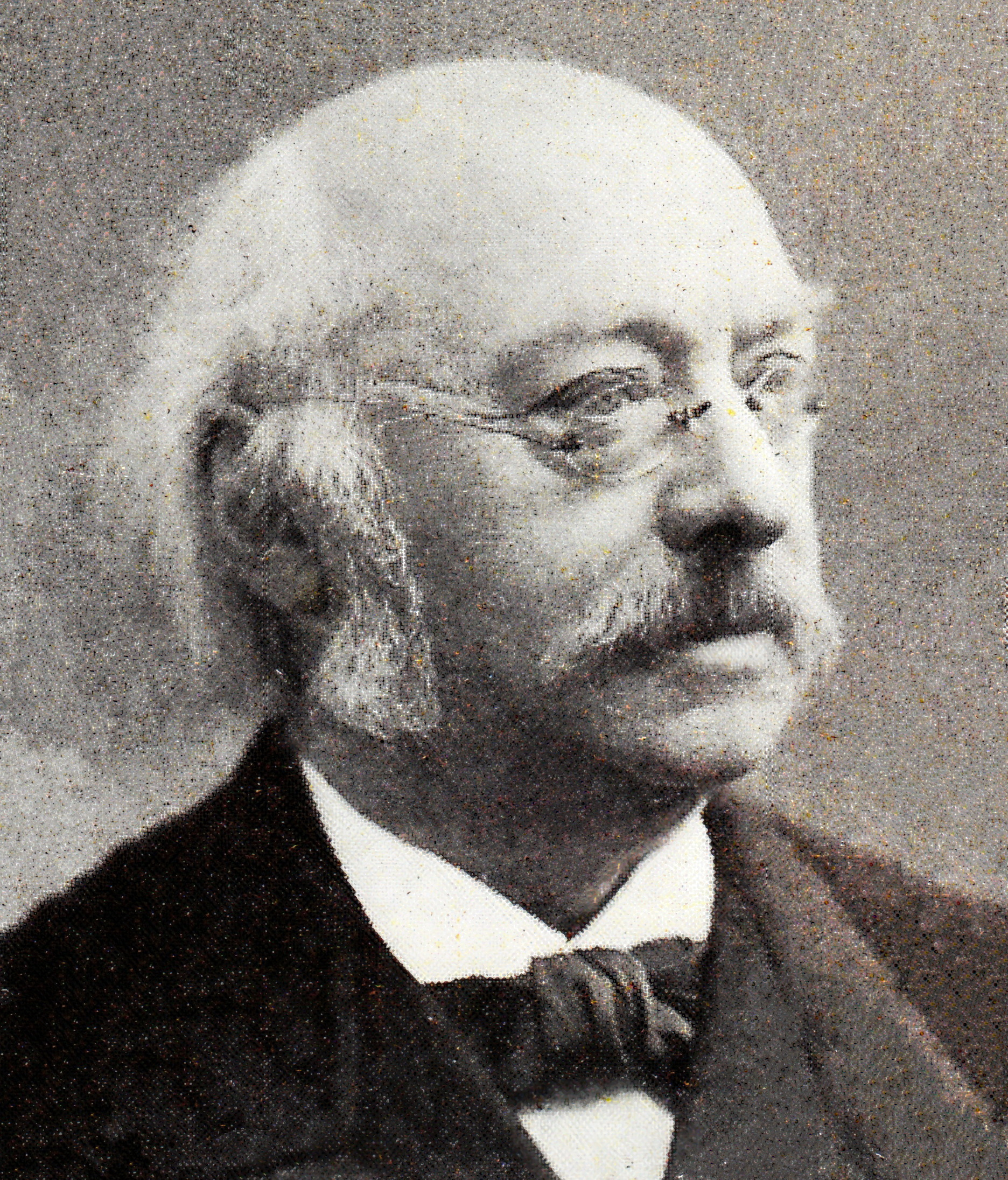
Johannes Bosscha

Johannes Bosscha (* 18. November 1831 in Breda; † 15. April 1911 in Heemstede) war ein niederländischer Physiker und Wissenschaftshistoriker.
Bosscha studierte in Deventer und Leiden Naturwissenschaften und promovierte 1854 in Leiden mit einer Arbeit über die Galvanometrie. 1857 wurde er Assistent am naturwissenschaftlichen Kabinett in Leiden, 1860 Lehrer an der Militärakademie zu Breda. 1863 machte man ihn zum Schulinspektor und 1872 wurde er Lehrer an der Polytechnischen Schule zu Delft; 1878 wurde er Direktor dieser Institution. 
Bosscha veröffentlichte zahlreiche Arbeiten in holländischer Sprache, die teilweise auch als deutsche Übersetzung in den Annalen der Physik von Poggendorff herausgegeben wurden. Er war als Nachfolger von David Bierens de Haan Herausgeber der Werke von Christiaan Huygens.
Bosscha beschäftigte sich unter anderem mit der Ermittlung der Schallgeschwindigkeit über kurze Strecken, dem Ausdehnungskoeffizienten des Quecksilbers, der Ursache der galvanischen Polarisation, mit dem Wärmeäquivalent, der Messung der elektromotorischen Kraft und mit der mechanischen Theorie der Elektrolyse. Wichtige Verdienste erwarb er sich in der Telekommunikation, seinerzeit Telegraphie genannt. 1855 wies er die Möglichkeit nach, auf einem Einzeldraht gleichzeitig gegenzusprechen (Gegensprechanlage) und doppeltes Sprechen zu übertragen. Er konstruierte auch entsprechende Apparate.
1863 wurde er zum Mitglied der Königlich Niederländischen Akademie der Wissenschaften (KNAW) gewählt. Seit 1910 war er korrespondierendes Mitglied der Académie des sciences.